# Lil Miss Hot Mess
Lil Miss Hot Mess (nascida c. 1984) é uma drag queen, ativista e autora de livros infantis americana, conhecida por seu trabalho com a campanha #MyNameIs e Drag Queen Story Hour.

## Início da vida e carreira
Lil Miss Hot Mess foi criada como judia reformista e teve um Bar Mitzvah. Ela começou a se apresentar em San Francisco em 2008 no The Stud. Em 2010, aos 26 anos, ela lançou um "Bat Mitzvah x2" e mais tarde naquele ano ganhou o título inaugural do Tiara Sensation, organizado pelo Club Some Thing.
Em 2014, Lil Miss Hot Mess cofundou a campanha #MyNameIs junto a outros artistas drag, como Sister Roma e Alex U. Inn, além de ativistas LGBTQ e BIPOC, sobreviventes de violência sexual e defensores da privacidade. O movimento surgiu como forma de protesto contra a política de nomes reais do Facebook. O grupo se mobilizou e realizou manifestações contra a liderança da plataforma, argumentando que a exigência do uso de nomes reais dificultava a autenticidade dos usuários e comprometia sua privacidade.
Em 2017, Lil Miss Hot Mess apareceu no Saturday Night Live como dançarina de apoio de Katy Perry, com um grupo de artistas de drag e ballroom, incluindo Indya Moore, Brita Filter, Scarlet Envy e Vivacious.
Lil Miss Hot Mess também apareceu em um vídeo da campanha Biden-Harris de 2020 com a melodia de "America the Beautiful".
Fora de sua carreira de drag, Lil Miss Hot Mess é professora universitária e possui doutorado pela NYU. Ela publicou em revistas acadêmicas sobre temas como “pedagogia drag” e performance drag digital.

### Drag Queen Story Hour
Em 2016, Lil Miss Hot Mess se envolveu no Drag Queen Story Hour como uma das primeiras rainhas a ler para o grupo na cidade de Nova York. Desde então, ela realizou leituras de Drag Queen Story Hour em locais como a Biblioteca Pública do Brooklyn, o Instituto de Artes Contemporâneas de Los Angeles, e a plataforma digital Human By Orientation da HBO .
Em 2020, ela publicou um livro infantil chamado The Hips on the Drag Queen Go Swish, Swish, Swish, ilustrado por Olga de Dios e publicado pela Running Press Kids. O livro recebeu críticas positivas, incluindo a Kirkus Reviews, que o descreveu como “uma celebração divertida, cheia de movimento e familiar do drag”.

Em 2021, Lil Miss Hot Mess leu The Hips on the Drag Queen Go Swish, Swish, Swish em um segmento do programa de televisão Let's Learn, produzido pela afiliada da PBS de Nova York, WNET, e pelo Departamento de Educação da Cidade de Nova York. O segmento gerou controvérsia entre grupos de direita que frequentemente atacam o Drag Queen Story Hour e que discordaram de sua sugestão de que "acho que podemos ter algumas drag queens em treinamento em nossas mãos". A PBS acabou removendo o segmento de seu site principal, no entanto, ele está disponível no canal do YouTube da afiliada local.